# Томазо Маестрели
Томазо Маестрели (на италиански: Tommaso Maestrelli) е бивш италиански футболист, полузащитник и треньор.
През кариерата си играе за Бари, Рома и Лукезе. Като треньор води отборите на Бари, Реджина, Фоджа и Лацио. Като с лациалите печели скудето през сезон 1973/74.

## Отличия

### Треньор
Лацио
- Серия А (1): 1973/74

Реджина
- Серия Ц (1): 1964/65

### Индивидуални
- Семинаторе д'Оро (2): 1968/69 (с Фоджа), 1973/74 (с Лацио)